# PAM-wikkeling
Een PAM-wikkeling is een manier van opbouwen van de wikkelingsspoelen in elektromotoren. PAM staat daarbij voor Pool-Amplitude-Modulatie. Motoren met een PAM-wikkeling, die onder andere door de firma Siemens worden geproduceerd, zijn zogenaamde poolomschakelbare motoren en hebben als speciale eigenschap dat stapsgewijze toerentalveranderingen mogelijk zijn.
Motoren met een PAM-wikkeling bieden diverse voordelen ten opzichte van de gebruikelijke motoren met poolomschakeling. Ze zijn goedkoper, lichter en makkelijker in onderhoud dan motoren met twee gescheiden wikkelingen. Daarnaast hebben motoren met een PAM-wikkeling onder andere een meer flexibelere toerentalverhouding dan motoren met een wikkeling met Dahlanderschakeling.